# Itala (bilmärke)
Fabbrica Automobili Itala är en italiensk biltillverkare som var verksam i Turin mellan 1904 och 1934.

## Historia

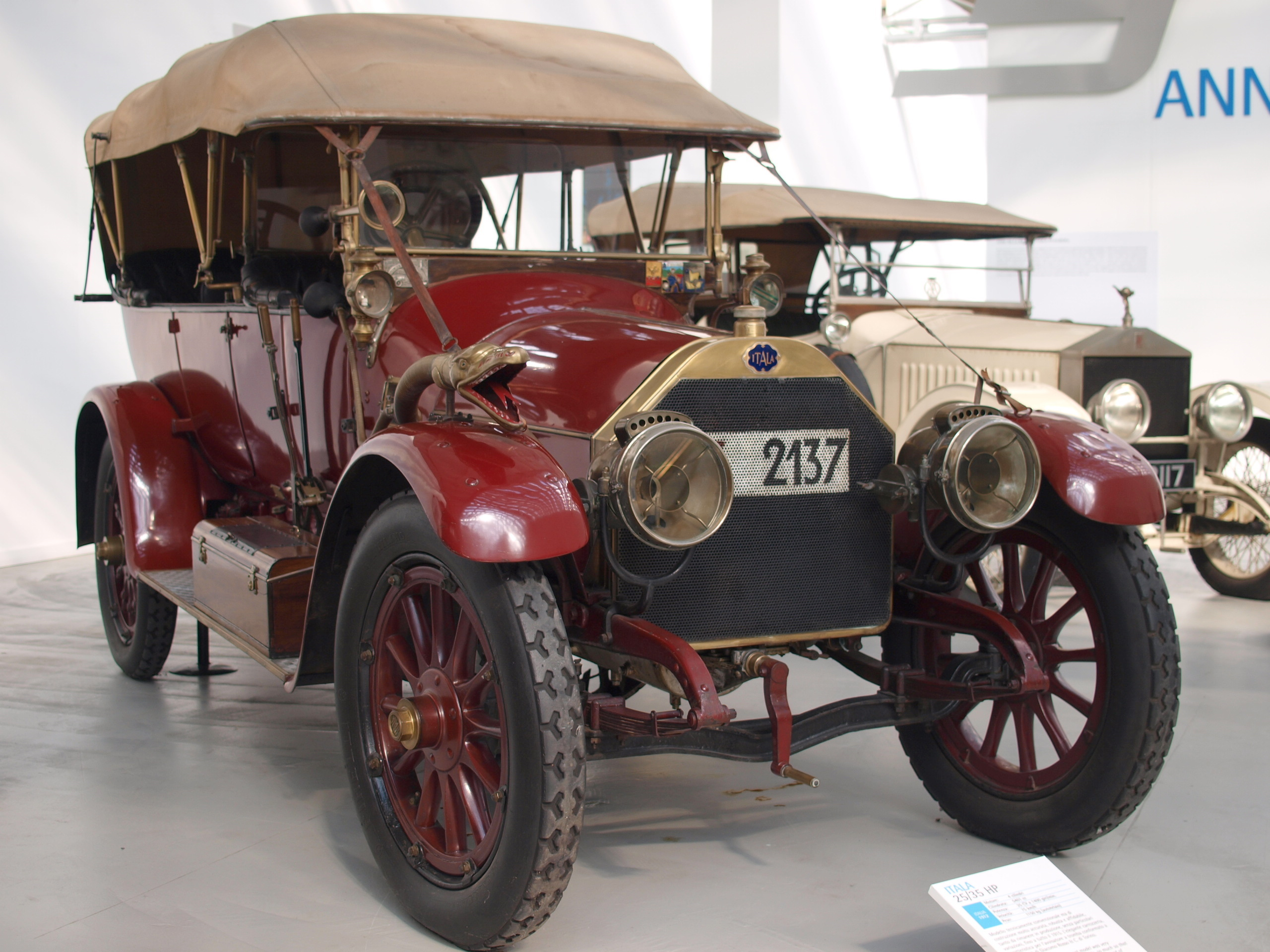
Itala 25/35 hp 1912

Företaget grundades av Matteo Ceirano och hans kompanjon Guido Bigio. Itala var tidigt ute med tekniska moderniteter såsom kardandrift, slidventilsmotor och fyrhjulsbromsar och bilarna fick snabbt rykte om att vara robusta och sportiga. En Itala vann det krävande Peking - Parisloppet 1907. Under första världskriget tillverkade Itala flygmotorer under licens från Hispano-Suiza.
Efter kriget kämpade Itala med att återvinna sin position på marknaden men ekonomin blev allt sämre. 1929 såldes företaget till lastbilstillverkaren Officine Metallurgiche di Tortona. Sedan tillverkningen upphört 1934 köptes tillgångarna upp av Fiat.

### Noter

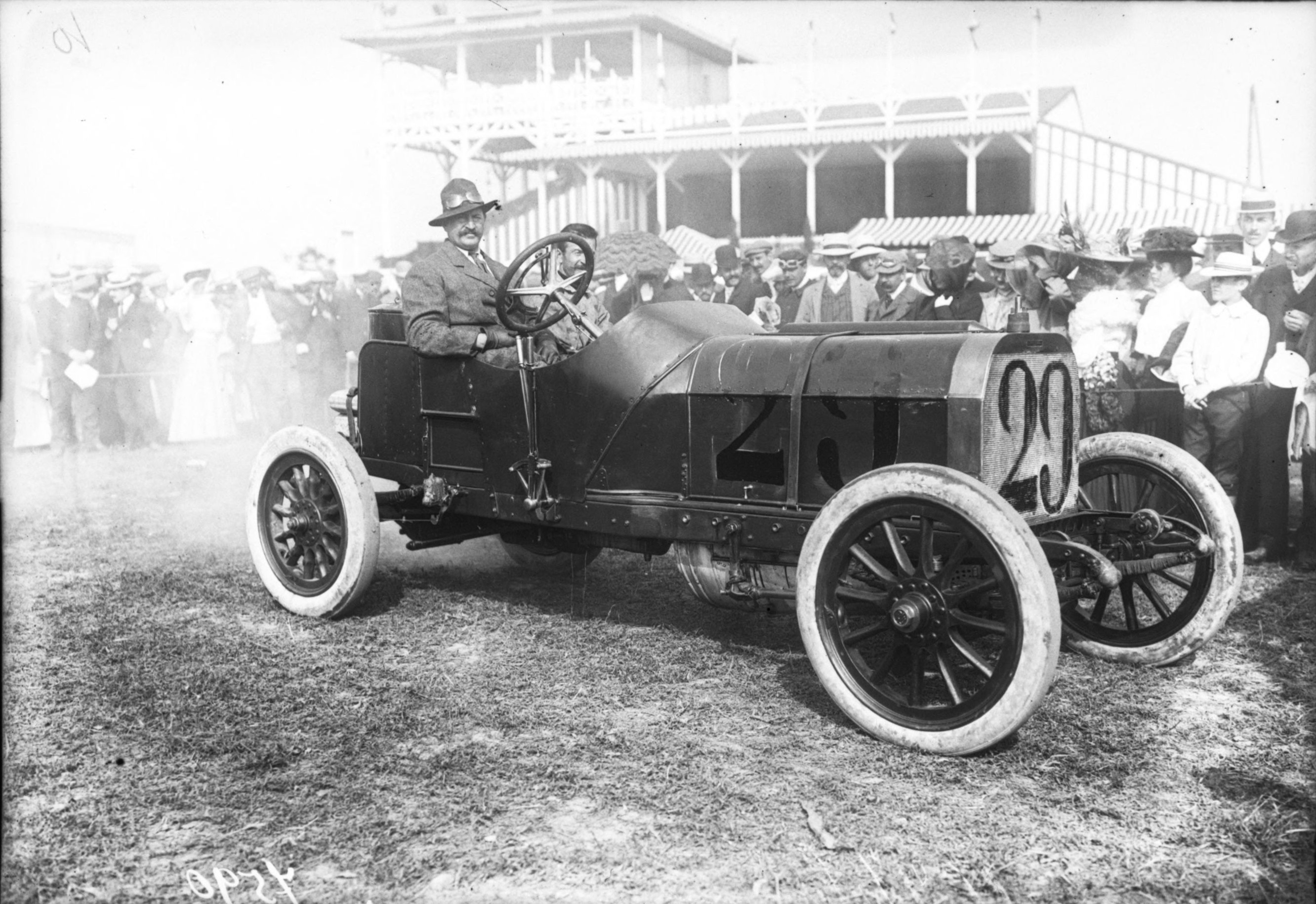
Henri Fournier i sin Itala vid Frankrikes Grand Prix 1908.